# A Race to New York
A Race to New York è un cortometraggio muto del 1913 diretto da Charles J. Brabin.
Undicesimo episodio del serial cinematografico What Happened to Mary?, considerato il primo serial della storia del cinema girato negli Stati Uniti, che aveva come protagonista Mary Fuller.

## Trama
Dopo essere arrivata ormai in stato di incoscienza davanti al faro di Martha's Vineyard ed essere stata salvata dal guardiano, la prima preoccupazione per Mary è quella di lasciare l'isola per tornare a New York. La giovane ha ormai capito che il signor Craig deve avere qualche grave motivo per volerla tenere lontana dalla città, così insiste per poter salire a bordo della barca che, portando giornalmente i rifornimenti, fa la spola tra l'isola e la terraferma, riuscendo a convincere il capitano a riportarla sul continente. Intanto Craig e suo figlio, che si trovano ancora a bordo della goletta da cui Mary è fuggita, si consumano nell'incertezza. Sulla nave scoppia un incendio e i due, stravolti, si salvano su una scialuppa di salvataggio, arrivando a Martha's Vineyard appena un'ora dopo che Mary è salpata. Craig noleggia una lancia e si mette in caccia. Anche se Mary giunge a New York prima di lui, il suo inseguitore riesce a raggiungerla a Easton Junction, dove salgono sullo stesso treno. L'uomo non osa molestarla perché si trovano in pubblico, ma Mary si rende conto che dovrà trovare un modo per far perdere le sue tracce. Quando il treno si ferma, tenta una mossa disperata, uscendo per prima dal vagone e, mentre Craig si trova frenato dagli altri viaggiatori che stanno scendendo, risale non vista sul treno in partenza prima che Craig si accorga del suo stratagemma e possa risalire anche lui a bordo.

## Produzione
Il film fu prodotto dalla Edison Company.

## Distribuzione
Distribuito dalla General Film Company.